# Roc de Kondoa
Les peintures rupestres de Kondoa Irangi se trouvent dans une série d'abris-sous-roche creusés dans le flanc d'une colline surplombant la steppe. Ils sont situés à environ neuf kilomètres à l'est de la route principale (T5) de Dodoma à Babati, à environ vingt kilomètres au nord de la ville de Kondoa, dans le district de Kondoa, dans la région de Dodoma, en Tanzanie. Ces abris contiennent des peintures, dont certaines sont estimées vieilles de plus de 50.000 ans par le département des Antiquités de Tanzanie, sans que cette date soit confirmée. Le nombre exact de sites d'art rupestre dans la région de Kondoa est actuellement incertain, mais les estimations se situent entre 150 et 450 abris ornés. Les peintures représentent des anthropomorphes allongés, des zoomorphes et de possibles scènes de chasse.